# Carcross
Carcross è una comunità non incorporata dello Yukon in Canada, originariamente nota come Caribou Crossing, situata sul lago Bennett e sul lago Nares.
Carcross è nota per il vicino omonimo deserto, spesso definito il deserto più piccolo del mondo.